# Беседы о множественности миров
Беседы о множественности миров (фр. Entretiens sur la pluralité des mondes) ― научно-популярная книга французского писателя Бернара ле Бовье де Фонтенеля, опубликованная в 1686 году. Книга является самым известным произведением Фонтенеля и считается одним из первых крупных произведений эпохи Просвещения.

## Предыстория
В отличие от многих научных работ того времени, «Беседы о множественности миров» были написаны не на латыни, а на французском языке, и примечательны как одна из первых книг в научно-популярном жанре. Данное произведение написано в русле книги итальянца Джордано Бруно «О бесконечности, вселенной и мирах» 1584 года.

## Краткое содержание
В предисловии Фонтенель пишет, что хотел написать книгу о науке, которая была бы легко понятна даже тем, у кого нет научных знаний, и специально обращается к женщинам-читательницам. Сама книга представляет собой серию бесед между галантным философом и маркизой, которые гуляют по ночам в её саду и смотрят на звезды. Философ объясняет ей гелиоцентрическую систему мира, важнейшие сведения о Земле, Луне, планетах, неподвижных звёздах как о солнцах в центре собственных планетных систем, а также размышляет о возможности внеземной жизни.

## Критика
Книга была очень хорошо принята как во Франции, так и в других странах, и ее регулярно публиковали. В 1691 году Фонтенель был избран членом Французской академии наук. Книга Фонтенеля не была осуждена или одобрена католической церковью.

## Переводы на русский язык
На русском языке книга Фонтенеля в переводе князя Антиоха Кантемира, сделанном в 1730 году, вышла в свет под заглавием «Разговоры о множестве миров господина Фонтенеля, Парижской академии наук секретаря» (СПб., 1740. — 218 с.). Переводчик добавил от себя предисловие и примечания.
Третье издание того же перевода вышло в 1802 году. И в том же году в Москве был опубликован новый перевод княгини Е. А. Трубецкой.